# Sofja Ņesterova
Sofja Ņesterova (* 6. August 2001 in Daugavpils) ist eine lettische Fußballspielerin. Von Februar bis Sommer 2025 war sie Vertragsspielerin von Werder Bremen.

## Karriere

### Vereine
Ņesterova begann für den in ihrem Geburtsort ansässigen Bērnu Futbola Centrs Daugavpils mit dem Fußballspielen, genauer – auf der Torhüterposition. Im Alter von 17 Jahren begab sie sich nach Riga zum Futbola klubs Rīgas Futbola skola. Von 2018 bis 2021 kam sie in der höchsten Spielklasse im lettischen Frauenfußball zu Punktspielen; mit der Mannschaft gewann sie dreimal den Meistertitel. In den Spielzeiten 2022 und 2023 war sie für den Ligakonkurrenten SFK Rīga aktiv, mit dem sie zweimal die Meisterschaft gewann. In der Spielzeit 2024 kam sie vom 30. März bis zum 1. November in 14 Punktspielen und das zweite Mal für den FK RFS zum Einsatz.
Am 29. Januar 2025 wurde sie als erster Winterzugang auf der Website des Bundesligisten Werder Bremen willkommen geheißen. Ihr Pflichtspieldebüt gab sie am 10. März 2015 (16. Spieltag) beim 1:0-Sieg im Heimspiel gegen die TSG 1899 Hoffenheim, als sie in der fünften Minute der Nachspielzeit für Livia Peng ins Tor rückte.
Im Sommer 2025 wechselte sie zum polnischen Erstligisten Górnik Łęczna.

### Nationalmannschaft
Ņesterova debütierte als Nationaltorhüterin für den LFF in der U15-Nationalmannschaft, mit der sie am 28. August 2015 in Tallinn die Begegnung mit der U15-Nationalmannschaft Estlands im Turnier um den Baltic-Cup mit 1:0 gewann.
Vom 6. April 2016 bis zum 20. Oktober 2017 wurde sie in 16 Länderspielen der U17-Nationalmannschaft berücksichtigt.
Für die angestrebten Teilnahmen an der vom 16. bis zum 28. Juli 2019 in Schottland und an der im Jahr 2020 in Georgien vorgesehenen Europameisterschaften (letztere aufgrund der COVID-19-Pandemie abgesagt) wurde sie zuvor in den Gruppen 7 und 6 der jeweiligen ersten Qualifikationsgruppen eingesetzt. Ihre ersten drei von sechs Spielen bestritt sie im Oktober 2018, wobei sie am 2. Oktober bei der 0:4-Niederlage gegen die U19-Nationalmannschaft Russlands ihr erstes EM-Qualifikationsspiel bestritt. Zuvor kam sie am 30. Juni und am 2. Juli 2018 in zwei Spielen im Turnier um den Baltic-Cup dieser Altersklasse zum Einsatz (4:0 vs. Estland, 4:2 vs. Litauen).
Ihre Premiere in der A-Nationalmannschaft hatte sie bei der 0:3-Niederlage im Freundschaftsspiel gegen die Zweitvertretung der Nationalmannschaft Finnlands am 6. April 2018 in Ventspils als Einwechselspielerin für Marija Ibragimova ab der 77. Minute. Zwei weitere Länderspiele bestritt sie am 22. und 27. Oktober 2020 bei der 0:7- und 0:2-Niederlage gegen die Nationalmannschaft Schwedens und der Slowakei in Göteborg und Senec mit den letzten beiden Spielen der EM-Qualifikationsgruppe F. Am 12. August 2020 und am 6. April 2023 bestritt sie zwei in Freundschaft ausgetragene Länderspiele (jeweils 0:1 vs. Estland und Kosovo). Zwei weitere Länderspiele bestritt sie am 23. und 27. Februar 2024 in den beiden Play-Off-Spielen gegen die Nationalmannschaft der Slowakei im Rahmen der Nations League. Für die in der Schweiz anstehenden Europameisterschaft 2025 wurde sie zuvor in fünf Spielen (1. und 3. bis 6.) der EM-Qualifikationsgruppe C2 berücksichtigt. Des Weiteren kam sie in zwei Spielen im Turnier um den Baltic-Cup zum Einsatz und erlebte am 24. Oktober 2024 in Riga mit dem 2:1 im Halbfinale über die Nationalmannschaft Färöers einen Sieg mit. Das zweite Spiel, drei Tage später an selber Spielstätte, wurde hingegen mit 0:1 im Finale gegen die Nationalmannschaft Estlands verloren.

## Erfolge
SFK Rīga
- Lettische Meisterin: 2022, 2023

Rīgas FS
- Lettische Meisterin: 2018, 2020, 2021

Werder Bremen
- DFB-Pokal-Finalistin: 2024/25 (ohne Einsatz)